# Rotala gossweileri
Rotala gossweileri är en fackelblomsväxtart som beskrevs av Emil Bernhard Koehne. Rotala gossweileri ingår i släktet Rotala och familjen fackelblomsväxter. Inga underarter finns listade i Catalogue of Life.